# Dị tính queer
Dị tính queer (queer heterosexuality) là việc có hành động hay xác định bản dạng là dị tính nhưng được coi là queer, tuy thuật ngữ này vẫn gây ra nhiều tranh cãi. "Queer" là một thuật ngữ vốn dùng để miêu tả những cá thể hoặc bất cứ thứ gì kì lạ, khác biệt và khác với bình thường. Khái niệm này lần đầu được tranh luận vào giữa thập niên 1990, chịu nhiều sự chỉ trích từ chủ nghĩa nữ quyền cấp tiến, và được Clyde Smith nhìn nhận một cách tích cực trong bài viết ở một hội thảo tại Amsterdam năm 1997. Năm 2003, The Village Voice có bài viết "The Queer Heterosexual", và bài viết đã được sử dụng làm nguồn tham khảo cho những người khác cũng dùng tới khái niệm này.
Những người ủng hộ sựu tồn tại của "dị tính queer" cho rằng khái niệm này bao gồm những người dị tính có thể hiện giới khác biệt, hoặc những người thực hiện các vai trò giới khác với các chuẩn nam tính hay nữ tính ở nền văn hóa của họ. Khái niệm queer bao trùm được dùng để miêu tả tất cả những ai không dị tính hoặc những cá nhân được nhìn nhận là nữ giới mang tính nam hoặc nam giới mang tính nữ.
Tuy nhiên, việc những người dị tính cũng có thể được gọi là "queer" vẫn gây nhiều tranh cãi.. Một số người trong cộng đồng LGBTQ+ coi việc người dị tính sử dụng khái niệm "queer" là hành động sử dụng sai mang tính xúc phạm, bởi nó bao gồm những thành phần của một nhóm văn hóa có ưu thế, những người không phải trải qua sự áp bức do xu hướng tính dục hay bản dạng giới của họ, và họ chỉ đang chiếm quyền sử dụng những phần mà họ cho là hợp xu hướng từ thuật ngữ và bản dạng của những người thực sự bị áp bức bởi xu hướng tính dục bản thân.

## Sự chỉ trích từ phong trào nữ quyền và thuyết về queer
Kitzinger và Wilkinson cho rằng việc tái định nghĩa sự dị tính thông qua thuật ngữ "dị tính 'queer như "một khái niệm bắt nguồn từ những người theo chủ nghĩa hậu hiện đại và theo thuyết về queer" được xem là sai lệch khi xét từ góc nhìn của chủ nghĩa nữ quyền cấp tiến. Thừa nhận rằng thuật ngữ 'dị tính queer' hiếm khi được tìm hiểu chi tiết, họ đã giải thích rằng "ý niệm về 'dị tính queer' đã được củng cố trong thuyết về queer", và được sử dụng không phải bởi mọi người tin rằng nó khả thi hay được mong muốn, mà "bởi dị tính queer là một yếu tố cần thiết trong quá trình thay đổi các khuôn mẫu về giới (gender-fucking, theo thuật ngữ của Butlerian). 'Dị tính queer' được nhắc tới trong một dự án có nội dung nhằm lay chuyển tất cả những phân loại đó và hướng tới một thế giới nơi mà những phân loại như dị tính được coi là không cần thiết. Thuyết về queer được tạo ra để thông hiểu các khái niệm về giới, bên cạnh các giới thuộc hệ nhị nguyên - nam giới và nữ giới.
Trong một bài viết năm 2004, Annette Schlichter đã mô tả diễn ngôn về dị tính queer như một cách để "bóc tách và, nếu có thể, tái tạo lại nhận thức chủ quan về dị tính thông qua mong muốn được xác định là queer của những tác giả dị tính". Bài viết đó đã vạch ra những nét chính của dị tính queer trong lịch sử, chỉ ra rằng "sự đánh giá từ góc nhìn của người queer về sự định chuẩn hóa các giới tính có mối liên hệ chặt chẽ với lịch sử của những bản dạng nhất định và góp phần trong việc làm lung lay các bản dạng tính dục - bao gồm cả những bản dạng có xu hướng được coi trọng hơn, trong khi "những nhà phê bình  có những quan ngại về vấn đề liên quan đến sự hiện diện và khác biệt của người đồng tính nữ  đôi lúc gợi lại mối lo ngại thường trực về người dị tính queer... như một dấu hiệu cho thấy dự án về queer đã làm biến chất những bản dạng trong xã hội và chính trị, và những mối liên hệ của chúng với quyền lực".
Tạm thời bỏ qua câu hỏi liệu suy nghĩ đồng tính luyến ái có thể lây nhiễm có nhất thiết là sự ghê sợ và kỳ thị đồng tính hay không, Guy Davidson đã sử dụng bài viết từ tờ Village Voice như một ví dụ về cách mà ý tưởng về sự phá bỏ mang tính queer của xu hướng dị tính có thể có "những hàm ý chính trị tích cực", cụ thể hơn là trong mối tương quan với bài viết của Tristan Taormino để chúc mừng việc queer hóa  các hoạt động tình dục dị tính của phong trào LGBT, sản sinh ra thuật ngữ "dị tính queer".
Trong Straight writ queer, các tác giả nhìn nhận rằng người dị tính queer chỉ vừa mới xuất hiện công khai; họ tìm kiếm trong sách vở nhằm "xác định và công khai người dị tính queer"  trong văn học cổ điển và hiện đại, và nhằm xác định "những hoạt động dị tính queer vốn có" - những yếu tố phê phán sự định chuẩn hóa dị tính và mở ra nhiều khả năng hơn trong tương lai. Các ví dụ về người dị tính queer trong cuốn sách bao gồm các ẩn sĩ, Hầu tước de Sade (Marquis de Sade) và Algernon Charles Swinburne. "Khổ dâm nam chối bỏ một tính nam dựa trên sự làm chủ dương vật, và vì vậy trở thành một điểm quan trọng trong việc chối bỏ định chuẩn hóa dị tính của người dị tính queer".

## Nghiên cứu về tính nam
Vào năm 2005, Robert Heasley đã tìm hiểu về dị tính queer trong một nhóm nam giới mà ông xác định là "nam dị tính queer." Theo như Heasley, những người này tự xác định bản thân là dị tính, nhưng họ không cảm thấy thoải mái với những không gian xã hội mà ở đó những tính cách mang tính nam truyền thống áp đảo. Heasley tin rằng sự thiếu hiểu biết về tính nam có thể được chỉ ra bằng cách tạo ra một thuật ngữ để miêu tả hành vi tính nam không mang tính bá quyền. Ông liệt kê ra những hành vi như ôm ấp phi nhục dục, nắm tay, và sự cởi mở về cảm xúc như là những hành vi được nhận thấy ở các nam dị tính queer.
Những nam giới đã được khảo sát về các hành vi "gần như thẳng" của họ đã đưa ra nhiều lý do cho việc tự xác định bản thân này: một số cảm thấy bị ép buộc vào những khuôn mẫu truyền thống về giới và xu hướng tính dục, một số lại cảm thấy nam giới hấp dẫn. Một số có sự thu hút tình dục rất nhỏ với nam giới, nhưng không có mong muốn về một mối quan hệ tình cảm đồng giới hay về việc quan hệ tình dục, một số có sự thu hút về mặt cảm xúc nhưng không có thu hút về mặt tình dục với những nam giới khác.

## Tranh cãi
Bởi queer thường hoặc được định nghĩa là một từ đồng nghĩa với LGBT, hoặc được định nghĩa là "không dị tính", nên thuật ngữ này gây nhiều tranh cãi. Một số người thuộc cộng đồng LGBT không đồng tình với việc người dị tính hợp giới sử dụng từ queer cho bản thân, vì từ này từng được dùng như một tên tên gọi kì thị để tấn công người thuộc cộng đồng LGBT. Khi những người nổi tiếng dị tính tự xác định bản thân mình là queer, một số cho rằng họ chỉ đang chơi đùa với những phần "hợp xu hướng" của bản dạng LGBT, mà không cần phải chịu đựng sự áp bức, từ đó cũng tầm thường hóa khó khăn mà những người queer thật phải chịu đựng:
Đối với một người đồng tính và queer, việc một người dị tính xác định là queer có thể bị nhìn nhận là đang chiếm phần sử dụng những phần tốt, những lưu trữ về văn hóa và chính trị, các loại trang phục và âm thanh của văn hóa đồng tính, mà không phải chịu đựng sự xuất hiện nực cười của những hành vi mang tính thù ghét, miệt thị, của sự hổ thẹn từ thời niên thiếu đến lúc trưởng thành, của sự xấu hổ nói chung cũng như chứng ghét sợ đồng tính nội hóa—những điều mà người đồng tính phải trải qua.

Những người phản đối thuật ngữ này so sánh việc sử dụng từ dị tính queer với những ngôi sao như Madonna—người đã sử dụng điệu nhảy vogue trong các màn trình diễn của mình, cũng chính là chiếm lấy một điệu nhảy từ những người da màu đồng tính, và thu được lợi nhuận cho bản thân từ việc đó. Daniel Harris, tác giả của cuốn The Rise and Fall of Gay Culture (tạm dịch: Sự Trỗi dậy và Suy tàn của Văn hóa Đồng tính), nói rằng những người tự gọi bản thân là "dị tính queer" "đang tưởng rằng bản thân đang làm chuyện gì đó dũng cảm... Tôi cảm thấy hơi buồn nôn khi những người đàn ông dị tính dùng những thuật ngữ đó", trong khi Sky Gilbert nhắc đến Calvin Thomas như là "một gã đàn ông dị tính nhỏ bé ao ước đến tuyệt vọng được trở thành một thành viên chính thức của cộng đồng người đồng tính."
Nhà phê bình đồng tính James Fitzpatrick nói về cuốn Straight James / Gay James (tạm dịch: James Dị tính / James Đồng tính) của James Franco: "Tôi không thể tưởng tượng được khó khăn trong việc làm một người dị tính hợp giới, một người nhận thức rõ những hư cấu nền tảng của các cấu trúc quyền lực định chuẩn hóa sự dị tính và hợp giới, mà không mong muốn duy trì chúng mãi mãi—ngoại trừ nói rằng tôi không thể tưởng tượng là khó khăn đó có thể lớn hơn vô số các hình thức bạo lực mà rất nhiều người queer còn đang đối mặt hiện nay. Đây có thể là chìa khóa cho vấn đề dai dẳng trong khẳng định của Franco về tính queer, và là lý do vì sao nó khiến cho nhiều người đồng tính nam khó chịu đến thế: sự thiếu sót về góc nhìn."  Fitzpatrick nói rằng anh biết rất nhiều người có đủ các tiêu chí để là một người dị tính queer, nhưng không ai trong số đó dùng danh tính ấy cho bản thân, và cũng không có ai phô trương những đặc quyền của mình như Franco đã làm trong cuốn sách. Một bài thảo luận về James Franco và dị tính queer bởi Anthony Moll phản đối suy nghĩ rằng nghệ thuật của Franco là queer: "Ngay từ khái niệm về cuộc phỏng vấn giữa bản thể dị tính và bản thể đồng tính của chính bản thân, cho tới nỗ lực đầy vụng về để bàn luận về dị tính queer, Franco xuất hiện như một nhà lý luận về thuyết queer ít kinh nghiệm, đương nói đến những ý tưởng thú vị, song sau cùng vẫn thiếu hoàn thiện."